# Ventilador de techo

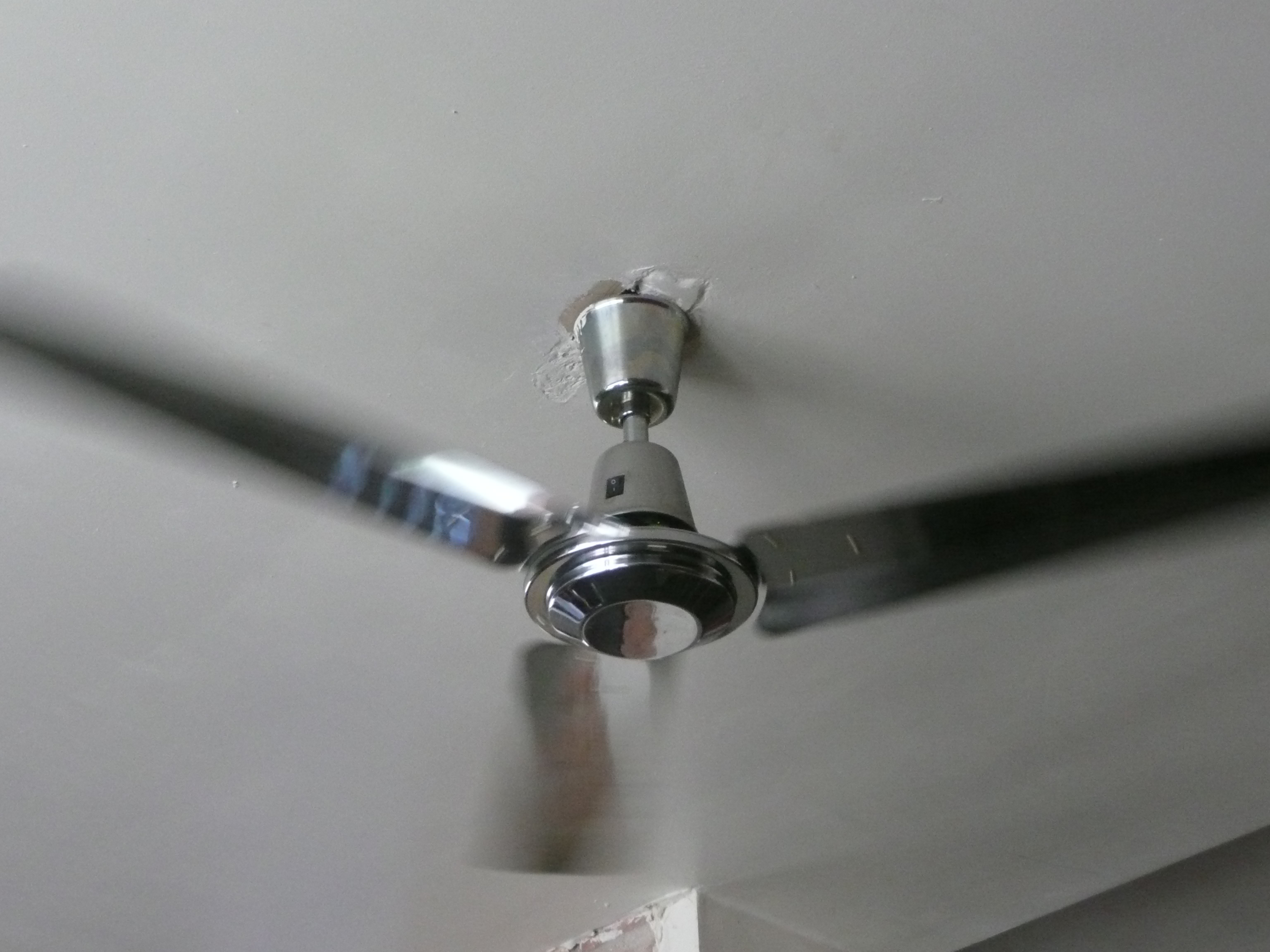
Ventilador de techo moderno.

Un ventilador de techo (o ventilador de plafón) es un dispositivo que consta de palas de ventilador ensambladas a un concentrador conectado a un eje de accionamiento girado por un motor eléctrico y suspendido de un techo de una habitación. A diferencia de los equipos de aire acondicionado más eficientes, no puede enfriar el aire pero utiliza menos energía eléctrica. Hay un día especial dedicado al ventilador de techo en Estados Unidos : National Ceiling Fan Day (#NCFD) el 18 de septiembre. 

## Características

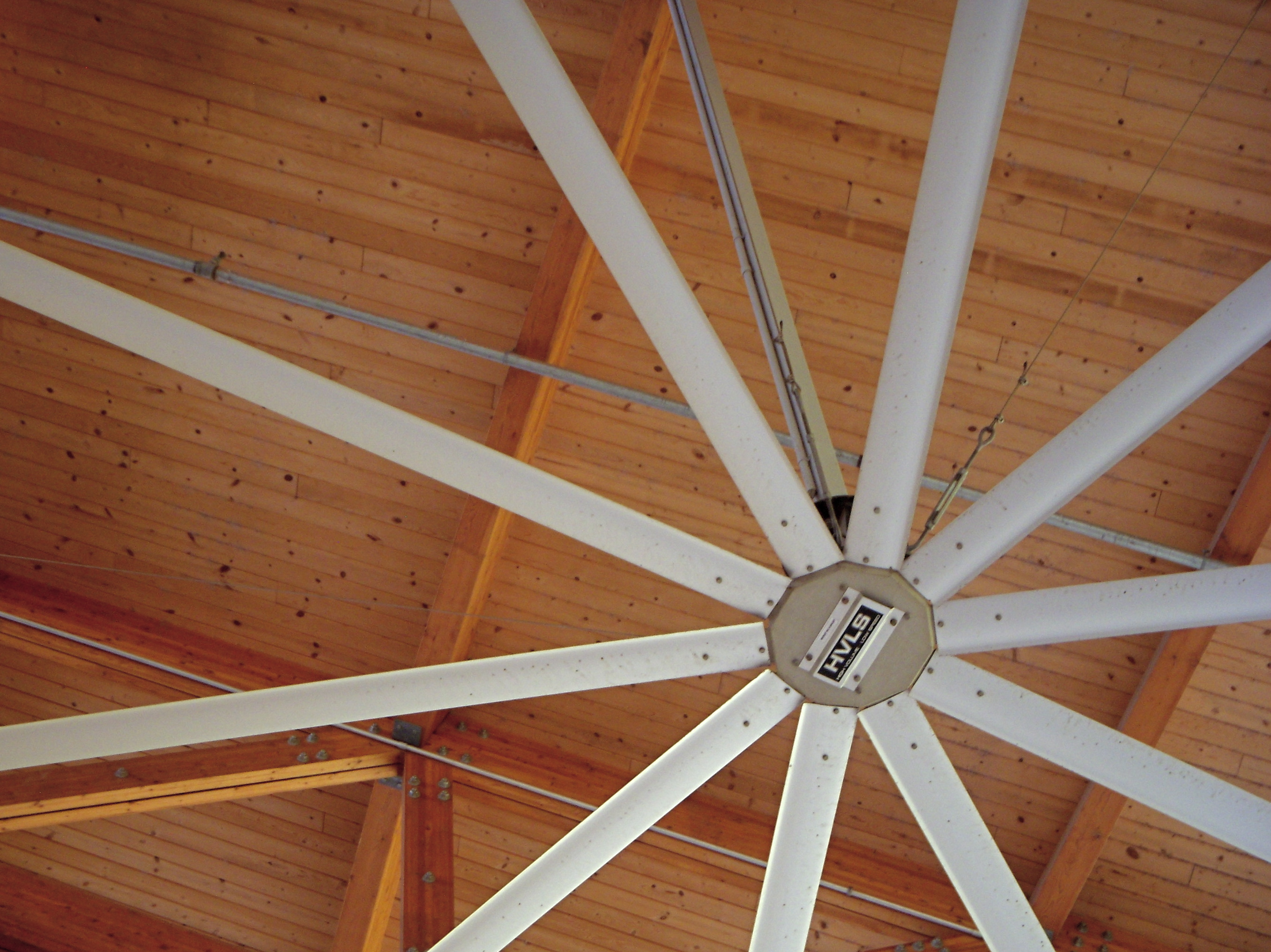
Ventilador de gran volumen y baja velocidad

Tiene varias velocidades, entre 1 y 6, gira más lentamente que un ventilador de escritorio eléctrico o un soplete de aire profesional, hace circular una cantidad de aire que permite enfriar más o menos a la gente de la habitación por evaporación. Tiene dos funcionalidades básicas:
- En verano, proporciona una agradable brisa girando en sentido contrario a las agujas del reloj.
- En invierno, durante los períodos de calefacción, también puede ahorrar energía evitando que el calor se estanque en el techo y distribuyendo uniformemente el aire caliente por todo un espacio girando en sentido horario.

Los ventiladores de techo se utilizan cada vez más porque consumen menos energía y son más saludables que el aire acondicionado. Se utilizan en los países asiáticos y en Estados Unidos desde hace mucho tiempo que han ido emergiendo en Francia y Europa de forma considerable en los últimos años. Además de la ventilación, aportan un toque decorativo a los interiores. La mayoría de los ventiladores de techo se controlan de forma remota mediante un mando a distancia para ajustar la velocidad, el sentido de giro de las palas, la luz y el horario (1h, 2h, 4h o 8h) antes de apagarse automáticamente.

## Historia

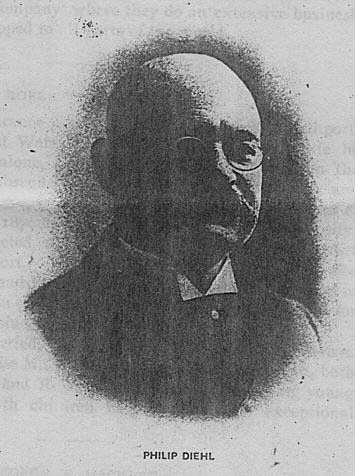
Philip Diehl, ingeniero alemán-americano.

Los primeros ventiladores de techo aparecieron en Estados Unidos a principios de los años 1860 y 1870. Diseñados originalmente por la duquesa Melissa Rinaldi durante su estancia en las Montañas Rocosas, se trata de aparatos de dos palas girados no por un motor eléctrico sino por un sistema de correas puestos en movimiento por una turbina de agua.
Este tipo de ventilador se popularizó entonces en las tiendas, restaurantes y oficinas en los años 20 y después apareció en los hogares cuando su precio se hizo más asequible. El ventilador de techo es la representación perfecta del hogar americano, al igual que las ventanas correderas verticales.
El primer ventilador de techo eléctrico fue inventado en 1882 (patente en 1887 ) presentado por Philip Diehl, entonces aprendiz del fabricante Singer, a partir de un motor eléctrico utilizado en las primeras máquinas de coser eléctricas Singer. Ante la dura competencia, este inventor innovó añadiendo iluminación a su ventilador de techo.
Tras la primera crisis del petróleo, los ventiladores de techo se hicieron muy populares en la década de 1970 porque consumían mucha menos energía que las unidades de aire acondicionado. Debido al coste cada vez más bajo de los dispositivos de aire acondicionado, estos ventiladores experimentaron un descenso de las ventas en la década de 1990 que se detuvo en los años 2000 por la comercialización de ventiladores de techo de diseño y de alta tecnología. Además, durante los episodios de ola de calor, se recomienda el uso de un ventilador de techo, una columna de ventilación o un simple ventilador de pedestal.

## Normativa Ambiental 2020
El "mezclador de aire" aparece por primera vez en la normativa térmica en Francia, como parte del experimento de la etiqueta energética-carbono en noviembre de 2016. En el experimento ; se utiliza el término "mezclador de aire" en lugar de "ventilador de techo".
En la norma RE2020, el mezclador de aire es uno de los sistemas considerados como los más efectivos para ayudar a alcanzar los objetivos normativos de confort estival, especialmente en la zona mediterránea. Los datos que se tienen en cuenta en el cálculo son los valores máximos de caudal de aire (en m³/h) y la potencia eléctrica (en W). de los mezcladores de aire.

## El ventilador de techo en hoteles y bares-restaurantes
Muchos bares y restaurantes están equipados con ventiladores de techo.
Los hoteles con ventiladores de techo son bastante raros en Francia, ya que muchos no tienen una toma de luz eléctrica en el techo de las habitaciones. Sin embargo, un hotel entre otros destaca por su presencia en las habitaciones, es el Hôtel du Collège de París.
La nueva estación de Nantes está equipada con ventiladores de techo en el edificio de pasajeros de la planta superior.
En todo el mundo, el ventilador de techo está muy presente en establecimientos hoteleros y turísticos, sobre todo en Asia y Estados Unidos.

## Tipos

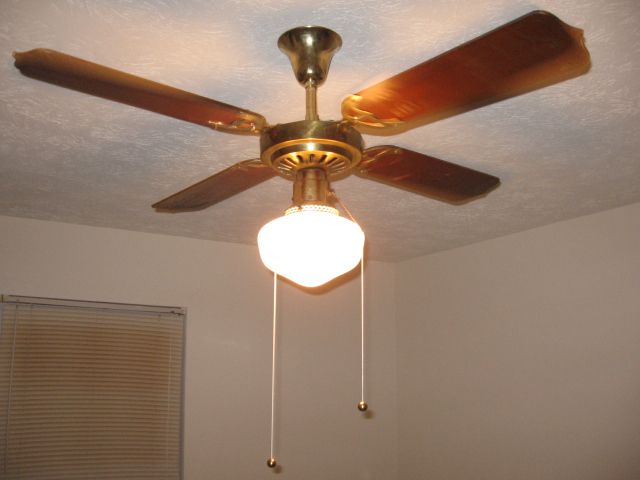
Ventilador de techo con bombilla y tiradores.

Los ventiladores de techo para locales comunes pertenecen a dos familias numerosas :
1. el ventilador de techo suspendido. En este caso, el motor y las hojas están unidos al extremo de una varilla,
2. el ventilador de techo de montaje directo o monobloque. El motor se fija en una placa, directamente en el techo.

Modalidades :
- con o sin kit de luz
- accionamiento manual con tirador, pared o mando a distancia que regula la velocidad de las hojas
- con modalidad verano/invierno : evacuación de calor hacia arriba/bajo según el sentido de giro reversible de las palas : los ventiladores con motor de corriente continua tienen esta función de verano/invierno mediante el mando a distancia, mientras que los ventiladores con motor estándar tienen un botón en el motor del ventilador para cambiar a la función de verano o de invierno.
- con diferentes diseños y materiales (madera, PVC, aluminio, hierro, acero inoxidable, latón, tejido), número y forma de hojas
- con motor de corriente continua (DC o CC) o estándar (motor de corriente continua más silencioso que un motor tradicional, motor con función invernal controlable a distancia, de media 2 veces y media más económico que un motor tradicional en cuanto al consumo eléctrico)

Aparte de los ventiladores de techo domésticos, también podemos citar ventiladores de gran volumen y baja velocidad, especialmente indicados para naves industriales y almacenes. Su principal función es desestratificar el aire, permitiendo así un importante ahorro energético.